# Richard Danielson
Richard „Rick“ Danielson ist ein ehemaliger US-amerikanischer Schauspieler.

## Leben
Danielson debütierte Anfang der 1990er Jahre als Episodendarsteller in einer Reihe von Fernsehserien wie Beverly Hills, 90210, Geschichten aus der Gruft oder Willkommen im Leben. 1995 stellte er im Film East Meets West die Rolle des Sheriff Quito dar. 1996 verkörperte er in drei Episoden der Fernsehserie Embraced – Clan der Vampire die Rolle des Billy. 1997 war er in Spielplatz der Mörder in der Rolle des Cole zu sehen. 2002 folgte die Rolle des Mack Woodsen im Katastrophenfilm Inferno – Gefangen im Feuer. Später spielte er in den Fernsehserien Dr. Vegas, Into the West – In den Westen und Wildfire mit.

## Filmografie (Auswahl)
- 1991: Beverly Hills, 90210 (Fernsehserie, Episode 2x03)
- 1992: Geschichten aus der Gruft (Tales from the Crypt, Fernsehserie, Episode 4x03)
- 1993: Cheers (Fernsehserie, Episode 11x12)
- 1994: Willkommen im Leben (My So-Called Life, Fernsehserie, Episode 1x10)
- 1995: East Meets West
- 1995: Russian Roulette – Moscow 95
- 1995–1998: Baywatch – Die Rettungsschwimmer von Malibu (Baywatch, Fernsehserie, 2 Episoden, verschiedene Rollen)
- 1996: Embraced – Clan der Vampire (Kindred: The Embraced, Fernsehserie, 3 Episoden)
- 1996–2000: Pacific Blue – Die Strandpolizei (Pacific Blue, Fernsehserie, 2 Episoden)
- 1997: Spielplatz der Mörder (Below Utopia)
- 1997: L.A. Heat (Fernsehserie, Episode 1x16)
- 1998: Baywatch – Traumschiff nach Alaska (Baywatch: White Thunder at Glacier Bay)
- 1998: Nice Guys...
- 1998: 4 for the Road
- 1998: Route 66
- 1999: Providence (Fernsehserie, Episode 1x09)
- 1999: Beverly Hills, 90210 (Fernsehserie, Episode 9x20)
- 2000: Die glorreichen Sieben (The Magnificent Seven, Fernsehserie, Episode 2x13)
- 2000: Love Her Madly
- 2002: Inferno – Gefangen im Feuer (Inferno)
- 2004: Dr. Vegas (Fernsehserie, Episode 1x07)
- 2004: Touch My Girl
- 2005: Into the West – In den Westen (Into the West, Miniserie)
- 2005: Wildfire (Fernsehserie, Fernsehserie, Episode 1x04)
- 2005: Supercross
- 2007: Two-Eleven (Kurzfilm)